# Вулиця Шота Руставелі (Тернопіль)
Вулиця Шота Руставелі — коротка вулиця в мікрорайоні «Промисловий» міста Тернополя. Названа на честь середньовічного грузинського поета Шота Руставелі.

## Відомості
Розпочинається від вулиці Збаразької, пролягає на північ до вулиці Фабричної, де і закінчується. На вулиці розташовані три багатоквартирні будинки та дитячий садок.

## Освіта
- Дитячий садок №15 (Шота Руставелі, 1)

## Транспорт
Рух вулицею — двосторонній, дорожнє покриття — асфальт. Громадський транспорт по вулиці не курсує, найближчі зупинки знаходяться на вулиці Збаразькій.